# Bishan (metrostation)
Bishan is een metrostation van de metro van Singapore aan de North South Line en de Circle Line.